# Latibulus argiolus
Latibulus argiolus là một loài tò vò trong họ Ichneumonidae.